# San Francisco (Falcón)
Pour les articles homonymes, voir San Francisco (homonymie).
San Francisco est l'une des 25 municipalités de l'État de Falcón au Venezuela. Son chef-lieu est Mirimire. En 2011, la population s'élève à 11 030 habitants.

## Géographie

### Subdivisions
Selon l'Institut national de statistique et contrairement à la plupart des municipalités du pays, la municipalité de San Francisco ne comporte aucune paroisse civile.